# Ruud Vormer
Ruud Vormer, né le 11 mai 1988 à Hoorn aux Pays-Bas, est un footballeur international néerlandais qui joue au poste de milieu de terrain.

## Biographie

### Parcours en équipe de jeunes
Ruud Vormer commence sa carrière de football au VV De Blokkers et au HVV Hollandia, deux clubs amateurs dans sa ville natale de Hoorn. Lors de la saison 2001-2002, le milieu relayeur part pour le club de l'AZ Alkmaar. Au club, il continue son parcours chez les jeunes jusqu'à l'équipe première.

### AZ Alkmaar
Lors de la saison 2006-2007, Ruud Vormer fait ses débuts pour l'AZ Alkmaar. À l'âge de dix-huit ans, le milieu relayeur est sélectionné pour son premier match de championnat par Louis van Gaal afin d'affronter le FC Twente. 
Lors de la saison suivante, le Néerlandais a plus de possibilités pour jouer, mais à cause de la concurrence de Simon Cziommer et de Demy de Zeeuw, il n'a jamais pu être titulaire.

### Roda JC
À la suite de son contrat non renouvelé à l'AZ Alkmaar, Ruud Vormer est transféré librement à l'été 2008 vers le Roda JC. Le 30 août 2008, il fait ses débuts officiels sous la direction de l'entraîneur Raymond Atteveld. Il devient dès lors titulaire dans sa nouvelle équipe et ce, même après l'arrivée du nouvel entraineur Harm van Veldhoven en novembre 2008.
Lors de sa première saison, il lutte pour la relégation, mais à partir de 2009 le club joue le milieu de classement. Ruud Vormer est ainsi l'un des leaders de son équipe.

### Feyenoord
Après quatre saisons au Roda JC, le Néerlandais est transféré vers le Feyenoord du tacticien Ronald Koeman. Il n'a jamais pu percer à Rotterdam à cause du triangle formé par Jordy Clasie, Tonny Vilhena et Lex Immers, le cantonnant à un rôle de substitut. Le 1er septembre 2013, il marque son premier but en championnat pour le Feyenoord contre son ancien club, le Roda JC.

### Club Bruges

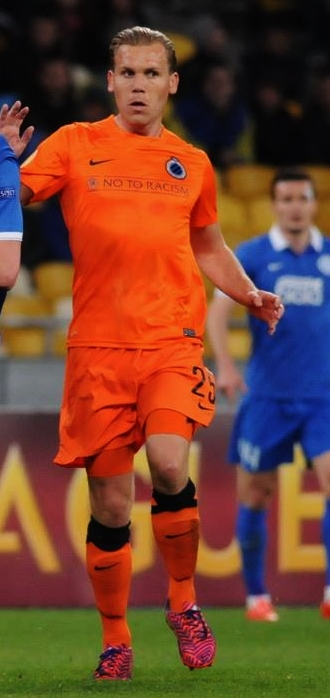
Vormer avec le Club Bruges en 2015.

Le 1er septembre 2014, il signe un contrat de trois saisons avec le Club de Bruges, où il trouve rapidement une place dans l'équipe de base. Un an plus tard, le 9 décembre 2015, il prolonge son contrat à Bruges jusqu'à l'été 2020. À ce moment-là, il avait joué plus de quarante matches dans le championnat belge (douze buts) et dix-sept matchs au niveau international. Il a remporté la Coupe de Belgique en 2015 et le championnat national de Belgique en 2016, 2018 et 2020. Le 23 juillet 2016, Ruud Vormer a remporté la Supercoupe de Belgique. Il a marqué le but gagnant lors de la victoire 2-1 à domicile contre  le Standard de Liège. Il est élu meilleur joueur du championnat belge en remportant le Soulier d'or belge pour l'année 2017.

## Palmarès
- Club Bruges KV
  - Coupe de Belgique
    - Vainqueur :  2015

  - Championnat de Belgique
    - Champion : 2016, 2018, 2020, 2021 et 2022

  - Supercoupe de Belgique
    - Vainqueur : 2016, 2018, 2021 et 2022

  - Soulier d'or belge
    - Vainqueur : 2017